# 月あかり (村下孝蔵の曲)
「月あかり」（つきあかり）は、村下孝蔵の楽曲。1980年5月21日にCBSソニーよりシングルが発売された。

## 解説
村下のデビューシングルであり、商業デビュー曲である。また同年発売のアルバム『汽笛がきこえる街』の6曲目として収録された。

## 自主制作盤『それぞれの風』版
「月あかり」は、広島県の湯来温泉での思い出からイメージをふくらませて書かれたもので、B面「松山行きフェリー」は、広島市の宇品港を舞台としたもの。両面とも広島のご当地ソングといえる。
両面ともに新作曲ではなく、元々はデビュー前の自主制作盤『それぞれの風』（1979年）の1曲目と11曲目であったのを商業向けにアレンジし直したものである。
「月あかり」は元はギターを主体とした弾き語り色の強い曲であった。また歌の主題が全く異なり、「愛し合う男女の旅行先での一夜の風景」であった。これを歌詞を変えて破局の歌に逆転させ、さらにバイオリンなどの楽器を付け加え主体としたのが商業版である。一般的な村下孝蔵イメージである"青春""純情"といったニュアンスとは違う大人の匂いを含む楽曲。
魚住勉は「『月あかり』は（広島フォーク村の先輩である）吉田拓郎の『旅の宿』（1972年）を意識した曲にも感じられる。『旅の宿』が恋人同士の初めての旅行を描いていたのに対して、その8年後の『月あかり』は、そのカップルの最後の旅行を描いていると解釈できる。また吉田拓郎が『旅の宿』や『襟裳岬』で演歌のニュアンスに近づきながらも、はっきりと演歌とは違う空気感を表現していたように、村下孝蔵も演歌に近づきながらもやはり質感の違う世界を描いている。この"演歌にもどこか通じているように見える"という要素も、村下孝蔵の曲が世代や時代を超えて愛されている理由のひとつなのだと思う」などと論じている。
B面「松山行きフェリー」は、広島市の宇品港と愛媛県松山市の松山観光港とを結ぶ実在する客船だが、直行ではなく、呉港に立ち寄り、そこから松山観光港に向かう。同曲はアルバム『それぞれの風』収録曲とは異なり、フェリー乗り場のアナウンスが冒頭に入る。またギター主体であり、前奏・後奏ともに長く取られ、歌詞も微妙に異なっている。これをドラムスやキーボード主体とし、コーラスを付け加え、さらに前奏・後奏を大きくカットして歌詞を変えたものが商業版となった。
「松山行きフェリー」に関しては、アルバム版の前奏・後奏の方が盛り上がりがあるため、ライブで前奏・後奏のみ『それぞれの風』版にすげ替えて演奏された例がある。

## 収録曲
- 全曲、作詞・作曲:村下孝蔵／編曲:水谷公生

1. 月あかり
2. 松山行きフェリー

## カバー
月あかり
- ジェニー・ツェン（香港の歌手） - アルバム『迷人的五月』収録、「知更鳥」というタイトルで広東語でカヴァーしている。

松山行きフェリー
- 2006年、平川地一丁目（アルバム『絵日記と紙芝居〜村下孝蔵トリビュートアルバム〜』収録）